# Acalypha rusbyi
Acalypha rusbyi är en törelväxtart som beskrevs av Laurence J. Dorr. Acalypha rusbyi ingår i släktet akalyfor, och familjen törelväxter. Inga underarter finns listade i Catalogue of Life.